# The Hollywood Reporter
The Hollywood Reporter è una rivista statunitense di intrattenimento del gruppo editoriale Prometheus Global Media. Insieme a Variety sono i due giornali più importanti del panorama cinematografico americano.
È stato il primo giornale a trattare esclusivamente argomenti dell'industria cinematografica. Dagli anni cinquanta le pubblicazioni hanno interessato anche il campo televisivo e dagli anni ottanta anche altri argomenti mediatici.

## Storia
Il primo numero del giornale è stato pubblicato il 3 settembre 1930 da William R. Wilkerson. Trattando nei primi articoli in modo colorito film, produzioni televisive e attori di Hollywood, presto la rivista divenne conosciuta nel mondo dello spettacolo.

## Versioni internazionali

### The Hollywood Reporter Japan
The Hollywood Reporter Japan è stato lanciato nel febbraio 2023 in Giappone come prima edizione internazionale di The Hollywood Reporter. The Hollywood Reporter Japan è pubblicato da Hersey Shiga Global su licenza di Penske Media Corporation. Sotto la direzione di Tsukasa Shiga, la piattaforma si occupa di notizie su cinema, TV e intrattenimento, con un'attenzione particolare al mercato cinematografico e televisivo giapponese, che comprende la vasta industria giapponese degli anime e le agenzie di talenti.

### The Hollywood Reporter Roma
Nell'aprile 2023 viene lanciata The Hollywood Reporter Roma, prima edizione europea della testata, con sede a Roma prodotta in collaborazione dall'editore statunitense Penske Media Corporation e dall'italiano Brainstore Media, casa editrice fondata dal regista Franco Amurri. La testata presenta un periodico quattordicinale cartaceo, una piattaforma multimediale con sito web e network, sotto la direzione della giornalista e scrittrice Concita De Gregorio sino al febbraio 2024.